# Argina pylotis
Argina pylotis är en fjärilsart som beskrevs av Fabricius 1775. Argina pylotis ingår i släktet Argina och familjen björnspinnare. Inga underarter finns listade i Catalogue of Life.